# 中野渡清一
中野渡 清一（なかのわたり せいいち、1941年（昭和16年）4月6日 - ）は、元日本中央競馬会騎手・調教師。青森県出身。
騎手時代は「スーパーカー」と称された名馬・マルゼンスキーの主戦騎手として知られていた。
孫の1人は女子プロレスラーの梅咲遥。横山富雄、吉永正人とは同期生に当たる。

## 来歴
1957年に東京競馬場・本郷重彦厩舎に騎手見習いとして競馬界入りし、1961年に騎手としてデビュー。1966年のスプリングステークスでシヨウグンに騎乗し重賞初勝利。1968年にはルピナスでオークスに勝ち八大競走初勝利となる。
1976年に本郷厩舎に入厩したマルゼンスキーは全8戦を中野渡の騎乗で8戦すべて勝利した。だが当時の規則で「持込馬」だったマルゼンスキーはクラシックに参戦できず、中野渡は「28頭立ての大外枠でもいい。賞金なんか貰わなくていい。他の馬の邪魔もしない。この馬の力を試したいからマルゼンスキーに日本ダービーを走らせてくれ」という有名なコメントを残した。
1988年、調教師試験合格に伴い騎手を引退。翌1989年より美浦トレーニングセンターに厩舎を開業した。
2011年に迎える定年を前にした2010年10月20日付で調教師を勇退した。

## 成績

### 騎手通算
5122戦566勝（うち重賞9勝、障害競走8勝）

### 主な騎乗馬
- シヨウグン（1966年スプリングステークス）
- アラジン（1967年NHK杯）
- タケシバオー（1967年朝日杯3歳ステークス、1968年東京4歳ステークス）
- ルピナス（1968年優駿牝馬）
- メイジシロー（1969年中山記念）
- マルゼンスキー（1976年朝日杯3歳ステークス、1977年日本短波賞）
- マリキータ（1983年新潟3歳ステークス）

その他
- スリージャイアンツ
- ノボルトウコウ
- ホリスキー
- リーゼングロス

### 調教師通算
中央競馬4118戦195勝
地方競馬27戦1勝。
- 重賞勝ちはない。

## 主な厩舎所属者
※太字は門下生。括弧内は厩舎所属期間と所属中の職分。
- 武士沢友治（1997年-2010年 騎手）